# Acrocirridae
Acrocirridae ist der Name einer Familie meist kleiner, in weichen Sedimenten frei lebender Vielborster (Polychaeta), die in Meeren weltweit als Detritusfresser zu finden sind.

## Merkmale
Die Acrocirridae sind fadenförmig oder madenartig und erreichen Längen von weniger als 1 cm bis etwa 7 cm, wobei die Arten der Gattung Acrocirrus deutlich größer werden als die der Gattung Macrochaeta. Der aus dem Prostomium und dem oft als erstes Segment bezeichneten Peristomium bestehende Kopf trägt meist ein Paar Palpen, Augenflecken, Nuchalorgane und auch das erste Paar Kiemen, jedoch keine Antennen. Das Prostomium ist bei Macrochaeta deutlich abgesetzt und abgerundet, während es bei Acrocirrus einen schmalen Kiel zwischen den ersten Segmenten bildet.
Der Körper ist deutlich segmentiert, doch ohne eine deutliche Unterteilung in Thorax und Abdomen. Am ersten Segment fehlen die Parapodien ganz, und die Borsten sitzen direkt an der Körperwand. An den übrigen Segmenten sind die beiden Äste der Parapodien einheitlich als kurze, abgeschnittene Kegel ausgebildet, wobei die Notopodien bei manchen Arten an einigen Segmenten größer als die Neuropodien sind. Dorsale und ventrale Cirren fehlen. Vom 2. bis zum 5. Segment sitzen an jedem Segment vier Paar einfacher Kiemen. Die Epidermis-Papillen ähneln denen bei den Flabelligeridae.
Der Pharynx sitzt ventral und trägt keinerlei Kiefer oder Zähne. Der Darm ist eine einfache gerade Röhre, und eine Kehlmembran fehlt. Das geschlossene Blutgefäßsystem weist ein zentrales Herz auf. Die Nephridien sind als Metanephridien ausgebildet, wobei das erste Paar als Nieren dient und die über die folgenden Paare die Gameten entlassen werden. Die Borsten an den Notopodien sind gegliedert und stachelig, während an den Neuropodien zusammengesetzte sicheltragende Borsten mit Hauben sitzen. Die Gelenke der großen zusammengesetzten Borsten weisen oberflächliche Rillen oder Falten auf. Aciculae fehlen.
Der Entwicklungszyklus ist bisher bei keinen Acrocirridae untersucht worden.

## Verbreitung und Lebensraum
Die Acrocirridae treten in Meeren weltweit von den Tropen bis zur Antarktis und von der Gezeitenzone bis in Meerestiefen von 5000 m auf. Sie leben in weichen Sedimenten, wobei sich Arten der Gezeitenzone auch unter Steinen aufhalten.

## Ernährung
Soweit bekannt, sind die Acrocirridae Substratfresser, die das Sediment mithilfe ihres Pharynx verschlucken, die organischen Bestandteile verdauen und die mineralischen Anteile unverändert ausscheiden.

## Gattungen und Arten
Die Arten der Familie Acrocirridae werden auf 9 Gattungen verteilt:
- Acrocirrus Grube, 1873
- Chauvinelia Laubier, 1974
- Flabelligella Hartman, 1965
- Flabelligena Gillet, 2001
- Flabelliseta Hartman, 1978
- Helmetophorus Hartman, 1978
- Macrochaeta Grube, 1850
- Swima Osborn, Haddock, Pleijel, Madin & Rouse, 2009
- Teuthidodrilus Osborn, Madin & Rouse, 2011